# Ádám Récsey
Il barone Ádám Récsey (Sárd, 1775 – Vienna, 26 ottobre 1852) è stato un generale e politico ungherese che ricoprì la carica di primo ministro dell'Ungheria dal 3 ottobre al 26 novembre durante la rivoluzione del 1848.